# هنري درم
هنري درم هو سياسي أمريكي، ولد في 21 نوفمبر 1857 في جيرار في الولايات المتحدة، وتوفي في 19 مارس 1950 في تاكوما في الولايات المتحدة. انتخب عضو مجلس ولاية واشنطن ‏.